# Aboud Omar
Aboud Omar (Mombassa, 9 september 1992) is een Keniaans voetballer die als linksback speelt. Hij tekende in 2018 bij Cercle Brugge.

## Clubcarrière
Omar speelde in Kenia bij Admiral, Bandari en Tusker. In 2015 trok hij naar het Griekse Panegialios. In februari 2016 tekende de Keniaans international bij het Bulgaarse Slavia Sofia. In 2018 tekende hij een eenjarig contract bij Cercle Brugge. Op 28 juli 2018 debuteerde Omar in de Jupiler Pro League tegen Sint-Truiden.

## Interlandcarrière
Omar debuteerde in 2013 voor Kenia.